# Loxostege egregialis
Loxostege egregialis là một loài bướm đêm trong họ Crambidae.